# Arturo Uslar Pietri
Arturo Uslar Pietri, né  à Caracas le 16 mai 1906 et mort dans la même ville le 26 février 2001 , est un romancier, nouvelliste, dramaturge, essayiste, poète et intellectuel vénézuélien. Il compte parmi les écrivains les plus éminents du XXe siècle dans son pays.

## Biographie
Né à Caracas, dans une famille d'origine corse et allemande, il publie très tôt des nouvelles dans des magazines pour la jeunesse et entreprend des études en sciences politiques avant de devenir au début des années 1930 membre de la délégation diplomatique du Venezuela à Paris où il se lie avec d'autres futurs grands écrivains sud-américains comme Alejo Carpentier ou Miguel Angel Asturias. Il écrit durant son séjour à Paris un roman historique sur la guerre de libération de Simón Bolívar intitulé Las lanzas coloradas, publié en espagnol en 1931 (en français en 1932).
Rentré dans son pays, il entreprend, à partir de 1935, une carrière politique en publiant des essais sur l'utilisation des revenus du pétrole et sur l'éducation. Il fut député, sénateur, ministre et même candidat à la présidence de la République en 1963.
Il assura longtemps la direction du journal El Nacional avant de devenir ambassadeur près de l'UNESCO à Paris. Ses essais, poèmes et fictions romanesques lui valent de nombreuses récompenses, comme les prix Princesse des Asturies et Cervantes en Espagne ou le prix Maria Moors Cabot aux États-Unis.
Ses œuvres ont été peu traduites en français, et on doit aux éditions "Critérion" la publication récente de certains de ses plus grands textes : Insurgés et Visionnaires de l'Amérique latine en 1995, Les vainqueurs et autres nouvelles en 1995, Le chemin de l'Eldorado en 1997 (l'œuvre évoque l'équipée du conquistador Lope de Aguirre qu'a portée au cinéma Werner Herzog en 1972 avec Klaus Kinski). Les éditions "Passe le vent" publieront en 1986 un recueil de poèmes L'Homme que je deviens.
Ses proches ont participé à l'hommage du centenaire d'Arturo Uslar Pietri à l'institut Cervantes de Paris.
Parmi eux, on comptait Claude Errecart, Astrid Avendano, François Delprat, Philippe Dessomes Flores et Gustavo Guerrero.

## Œuvres

### Romans
- Las lanzas coloradas (1931) (Les lances rouges)
- El camino de El Dorado (1947) (Le chemin de l'Eldorado)
- El laberinto de fortuna: Un retrato en la geografía (1962).
- El laberinto de fortuna: Estación de máscaras (1964).
- Oficio de difuntos (1976) (roman)
- La isla de Robinson (1981)
- La visita en el tiempo (1990) (Prix Rómulo Gallegos, 1992)

### Contes et nouvelles
- Barrabás y otros relatos (1928)
- Red (1936)
- Las visiones del camino (1945)
- Treinta hombres y sus sombras (1949)
- Las nubes (1951)
- Tiempo de contar (1954)
- Pasos y pasajeros (1966)
- La lluvia y otros cuentos (1967) (contes)
- Treinta cuentos (Anthologie) (1969)
- Camino de cuento (1975)
- El prójimo y otros cuentos (1978)
- Los ganadores (1980)

### Théâtre
- Teatro. El día de Antero Alban. La Tebaida. El Dios invisible. La fuga de Miranda. (1958)
- Chuo Gil y las tejedoras. Drama en un preludio y siete tiempos, (1960).

### Essais
- Sumario de economía venezolana para alivio de estudiantes (1945)
- Letras y hombres de Venezuela (1948)
- De una a otra Venezuela (1949)
- Apuntes para retratos (1952)
- Tierra venezolana (1953)
- El otoño en Europa (1954)
- Pizarrón (1955)
- Valores humanos. Charlas por televisión. Tome I (1955)
- Breve historia de la novela hispanoamericana (1955)
- Valores humanos. Charlas por televisión. Tome II (1956)
- Valores humanos. Charlas por televisión. Tome III (1958)
- Materiales para la construcción de Venezuela (1959).
- La ciudad de nadie. El otoño en Europa. Un turista en el cercano oriente, (1960).
- Del hacer y deshacer de Venezuela (1962).
- Valores humanos. Biografías y evocaciones (1964)
- La palabra compartida. Discursos en el Parlamento (1959-1963) (1964)
- Hacia el humanismo democrático (1965)
- Petróleo de vida o muerte (1966)
- Oraciones para despertar (1967)
- Las vacas gordas y las vacas flacas (1968)
- En busca del nuevo mundo (1969)
- La vuelta al mundo en diez trancos (1971)
- Vista desde un punto (1971)
- Bolivariana (1972)
- La otra América (1974)
- El globo de colores (1975)
- Viva voz (1975)
- Fantasmas de dos mundos (1979)
- Cuéntame a Venezuela (1981)
- Educar para Venezuela (1981)
- Fachas, fechas y fichas (1982)
- Bolívar hoy (1983)
- Venezuela en el petróleo (1984)
- Medio milenio de Venezuela (1986)
- Raíces venezolanas (1986)
- Bello el venezolano (1986)
- Godos, insurgentes y visionarios (1986)
- La creación del Nuevo Mundo (1990)
- Golpe y Estado en Venezuela (1992)
- Del Cerro de Plata a los caminos extraviados (1994)

### Poésie
- Manoa: 1932-1972 (1973)
- El hombre que voy siendo (1986)